# 昭通昭阳机场
昭通昭陽機場是位於中國雲南省昭通市的一个在建民用機場。
昭通市现有昭通机场位于昭阳区城东4公里处，由于自然条件的限制和城市发展的影响，机场迁建势在必行。2009年云南省委、省政府同意启动昭通机场迁建前期工作，昭通市委、市政府积极推进。新机场根据选址意见，暂命名为“昭通花鹿坪机场”，按4C级的标准设计，建设面积3000亩，跑道长3公里。
2022年5月13日，中国民用航空局综合司《民航局综合司关于昭通昭阳机场名称的复函》同意昭通迁建军民合用机场民用部分命名为“昭通昭阳机场”。

## 來源
1. ↑  昆明日报. . 民航资源网. 2011-10-16  [2014-12-09]. （原始内容存档于2020-08-11）.
2. ↑  云南日报. . 民航资源网. 2015-06-16  [2014-12-09]. （原始内容存档于2021-03-23）.